# ملوین سیمن
ملوین سیمن (به انگلیسی: Melvin Seeman)؛ (۵ فوریه ۱۹۱۸–۳۱ ژانویه ۲۰۲۰) روان‌شناس اجتماعی و استاد بازنشسته جامعه‌شناسی در دانشگاه کالیفرنیا، لس‌آنجلس (UCLA) آمریکایی بود. او به دلیل پژوهش در مورد انزوای اجتماعی مشهور است.
سیمن در فوریه ۲۰۱۸، ۱۰۰ ساله شد.

## زندگی‌نامه
سیمن در ۵ فوریه ۱۹۱۸ در بالتیمور، مریلند زاده شد. در سال ۱۹۴۷ از دانشگاه ایالتی اوهایو دکترا دریافت کرد. او متعاقباً چندین سال در ایالت اوهایو تدریس کرد و در نهایت دانشیار آنجا شد. وی همچنین از سال ۱۹۵۶ تا ۱۹۵۸ به عنوان مدیر گروه عملیات پژوهش ایالت اوهایو خدمت کرد. در سال ۱۹۵۹ به دانشکده جامعه‌شناسی در دانشگاه کالیفرنیا، لس‌آنجلس پیوست و از سال ۱۹۷۷ تا ۱۹۸۰ ریاست بخش جامعه‌شناسی را بر عهده داشت. او پیش از بازنشستگی به مدت ۲۹ سال در دانشگاه UCLA تدریس کرد. او سردبیر جامعه‌سنجی، سردبیر بازنگری جامعه‌شناختی آمریکا و رئیس انجمن جامعه‌شناسی اقیانوس آرام بوده‌است.

## جوایز
در سال ۱۹۹۶، سیمن جایزه کولی - مید را از بخش روان‌شناسی اجتماعی انجمن جامعه‌شناسی آمریکا دریافت کرد.